# Ryōsuke Matsuoka
Ryōsuke Matsuoka (jap. 松岡亮輔 Matsuoka Ryōsuke; ur. 23 października 1984) – japoński piłkarz występujący na pozycji pomocnika. Obecnie występuje w Montedio Yamagata.

## Kariera klubowa
Od 2007 roku występował w klubach Vissel Kobe, Júbilo Iwata i Montedio Yamagata.